# Gaëtan Pirou
Pour les articles homonymes, voir Pirou (homonymie).
Gaëtan Pirou, né le 14 avril 1886 et mort le 24 février 1946, est un économiste français.

## Biographie
Gaëtan Pirou est professeur d'économie à l'université de Bordeaux et à la faculté de droit de l'université de Paris. Il est l’un des rédacteurs en chef, avec Charles Rist, de la Revue d'économie politique. Il écrit de nombreux ouvrages sur les doctrines économiques et sur les économistes institutionnalistes américains.
Outre son poste de professeur à l'université de Bordeaux puis de Paris, il est directeur du cabinet de Paul Doumer lorsque ce dernier préside le Sénat, entre 1927 et 1931.
Pendant la Seconde Guerre mondiale, Pirou donne un cours à l'École libre des sciences politiques ; une première partie du cours traitait du libéralisme économique, et l'autre, de l'économie dirigée. Le contenu de son cours fait l'objet d'une critique de la part d'Abel Bonnard, envoyée au directeur de l'établissement Roger Seydoux.
Un prix de thèse en économie porte son nom.

### Ouvrages de Gaëtan Pirou
- Les Doctrines économiques en France depuis 1870, Librairie Armand Colin, 1925 (les classiques de l'uqac)
- Georges Sorel (1847-1922), Marcel Rivière Éditeur, 1927
- Doctrines sociales et Science économique, Paris, Librairie du recueil Sirey, 1929 (les classiques de l'uqac)
- Léon Duguit et l'Économie Politique, Paris, Librairie du recueil Sirey, 1933
- Les Théories de l'équilibre économique : L. Walras & V. Pareto : Conférences faites à l'École Pratique des Hautes Études en 1932-34 lire en ligne
- La Crise du capitalisme, Paris, Librairie du recueil Sirey, 1934 (2ª ed. 1936)
- Le Corporatisme, Paris, Librairie du recueil Sirey, 1935
- Nouveaux aspects du corporatisme, Paris, Librairie du recueil Sirey, 1935
- La Monnaie française depuis la guerre (1914-1936), Paris, Sirey, 1936
- La Monnaie française de 1936 à 1938, Paris, G. Thone, 1938 - 129 pages
- Essais sur le Corporatisme, Paris, Librairie du recueil Sirey, 1938
- Néo-libéralisme, néo-corporatisme, néo-socialisme, Paris, Gallimard, 1939
- L'Utilité marginale de C. Menger à J.-B. Clark : conférences faites à l’École pratique des hautes études en 1931, Éditions Domat-Montchrétien, 1945.
- Economie libérale et économie dirigée, Paris, SEDES, 1946

### Ouvrages sur Gaëtan Pirou
- La Vie Et La Pensée De Gaëtan Pirou, Collectif, 1948.